# Vellozia caudata
Vellozia caudata är en enhjärtbladig växtart som beskrevs av Mello-silva. Vellozia caudata ingår i släktet Vellozia och familjen Velloziaceae. Inga underarter finns listade.